# Troy Baker

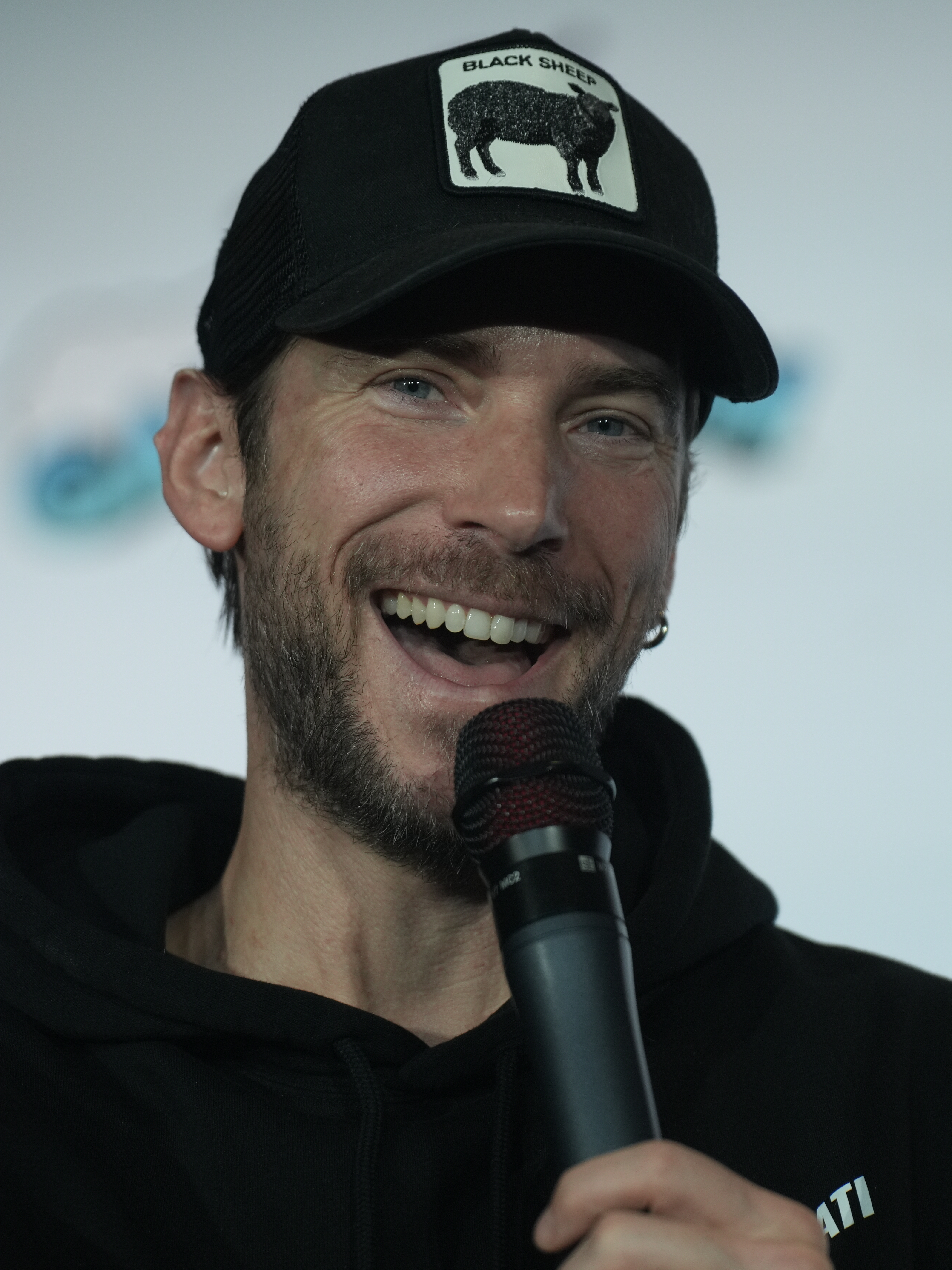
Troy Baker (2024)

Troy Edward Baker (* 1. April 1976 in Dallas, Texas) ist ein US-amerikanischer Synchronsprecher und Musiker, der vor allem für die englischsprachige Synchronisierung von Hauptpersonen vieler Videospiele bekannt ist.

## Leben
Baker begann seine Karriere mit der Produktion von Radio-Werbespots. Seine erste Synchronsprecherrolle war eine englische Adaption der Animeserie Detektiv Conan. Danach synchronisierte er weitere Animeserien wie Bleach, Dragon Ball Z, Fullmetal Alchemist, Naruto, Naruto: Shippuden und One Piece. Er synchronisierte Rollen aus dem Marvel-Universum, darunter mehrere Charaktere in The Avengers: Earth's Mightiest Heroes, Hawkeye und Loki in Ultimate Spider-Man und Avengers Assemble.
Seine erste Synchronrolle in einem Videospiel hatte er als Matthew Baker in der Videospielserie Brothers in Arms, anschließend war er die englische Synchronstimme von Espio the Chameleon in Sonic Colours, Sonic Generations und Mario & Sonic bei den Olympischen Spielen London 2012. Besondere Bekanntheit erlangte er durch die Rolle von Booker DeWitt in BioShock Infinite und als Joel in Naughty Dogs The Last of Us im Jahr 2013. Beide Spiele waren kommerziell erfolgreich und erhielten überwiegend positive Kritiken. Er war für beide Rollen bei den Spike Video Game Awards 2013 als Best Voice Actor nominiert und erhielt den Preis letztlich für die Rolle als Joel in The Last of Us. Weitere Rollen waren Joker in Batman: Arkham Origins und Batman: Assault on Arkham, Two-Face in Batman: Arkham City und Batman: Arkham Knight, Rhys in Tales from the borderlands, Jack Mitchell in Call of Duty: Advanced Warfare, Snow in Final Fantasy XIII, Revolver „Shalashaska“ Ocelot in Metal Gear Solid V: The Phantom Pain, Pagan Min in Far Cry 4, Sam Drake in Uncharted 4: A Thief’s End und Uncharted: The Lost Legacy, und Higgs in Death Stranding. Ebenfalls vertonte er den Protagonisten in Saints Row: The Third und Saints Row IV. Genauso ist er der Sprecher des Monsters Maw aus The Medium.
Vor seiner Zeit als Synchronsprecher war er Frontsänger der Indie-Rock-Band Tripp Fontaine. Sein erstes Solo-Album mit dem Titel Sitting in the Fire veröffentlichte er 2014.
Von 2004 bis 2006 war Baker mit Kimberly Beck verheiratet. Seit 2012 ist er mit Pamela Walworth verheiratet. Im Mai 2018 wurde ihr Sohn Traveller Hyde geboren. Sie leben zusammen in Los Angeles.